# Vendenheim
Vendenheim (elsässisch Fangene) ist eine französische Gemeinde mit 6.042 Einwohnern (Stand 1. Januar 2021) im Département Bas-Rhin in der Region Grand Est (bis 2015 Elsass). Die kleine Stadt befindet sich zehn Kilometer nördlich von Straßburg. Die Einwohner nennen sich „Fédinois“.

## Geographie
Das Gemeindegebiet wird vom Rhein-Marne-Kanal in Nord-Süd-Richtung durchquert, in West-Ost-Richtung verläuft der Landgraben, der hier auch Muhlbaechel genannt wird.

## Bevölkerungsentwicklung
| Jahr      | 1962 | 1968 | 1975 | 1982 | 1990 | 1999 | 2007 | 2013 |
| Einwohner | 2263 | 2772 | 3457 | 5193 | 5597 | 5670 | 5546 | 5552 |

## Bauwerke
- Fachwerkhaus aus dem Jahr 1570
- Le pont tournant, Drehbrücke über den Rhein-Marne-Kanal

## Wirtschaft und Infrastruktur
Vendenheim teilt mit Mundolsheim und Lampertheim den Parc commercial Strasbourg Nord, ein Handelsplatz. Die Erdölraffinerie von Reichstett befindet sich teilweise auf der Gemarkung von Vendenheim.

## Verkehr
Vendenheim liegt an der Bahnstrecke Paris–Straßburg und ist ferner Ausgangspunkt der Bahnstrecke Vendenheim–Weißenburg. Züge, die letztere Strecke befahren, halten allerdings nicht alle in Vendenheim. Zudem liegt Vendenheim an der LGV Est européenne. Hochgeschwindigkeitszüge fahren durch Vendenheim ohne Halt durch.

Auf der östlichen Seite wird Vendenheim von der Departementsstraße D263 tangiert. Dort verläuft auch der Rhein-Marne-Kanal.

## Sport
Die Frauenfußballerinnen des FC Vendenheim haben der Gemeinde in Frankreich zu einer gewissen Bekanntheit verholfen.